# Констабилис
Констабилис (итал. Costabile Gentilcore; около 1069, Трезино, Кампания — 17 февраля 1124, Кава-де-Тиррени, Кампания) — итальянский аббат и святой. С 1122 по 1124 год он был настоятелем церкви Тринита-делла-Кава, расположенной в Кава-де-Тиррени.

## Биография
Констабилис родился приблизительно в 1070 году в Лукании (в настоящее время входит в состав коммуны Кастеллабате). В возрасте семи лет он был доверен попечению настоятеля Льва I Кавского. Констабилис затем стал монахом в аббатстве. Он строго следовал Уставу святого Бенедикта, и аббат поручил ему вести важные переговоры и сделки от имени аббатства. 10 января 1118 года он был повышен аббатом Петром Паппакарбонским до должности коадъютора. Впоследствии он сменил Петра на посту аббата после смерти Петра 4 марта 1122 года.
Он скромно управлял монастырем и заботился об общих и индивидуальных нуждах монахов. Констабилис умер 17 февраля 1124 года в возрасте пятидесяти трех лет и был похоронен в церкви, нависающей над гротом Аричча, который использовался основателем аббатства Алферио.

## Почитание
Говорят, что после своей смерти он явился своим преемникам и почитался как защитник кораблей, принадлежащих этому аббатству. Констабилис почитается как святой покровитель Кастеллабате, по той причине, что он основал город.
Первые четыре настоятеля Кавы-де-Тиррени были причислены к лику святых 21 декабря 1893 года папой Львом XIII.